# 흥녕
흥녕(興寧)은 중국 동진(東晉) 애제(哀帝)의 두 번째 연호이다. 363년 2월에서 365년까지 2년 11개월 동안 사용하였다. 365년 2월에 애제의 뒤를 이어 즉위한 폐제(廢帝)가 남은 11개월 동안 이어서 사용하였으며 366년에 개원하였다.
같은 시기에 사용된 다른 연호로는 전량(前凉)에서 사용한 승평(昇平 : 361년 ~ 376년), 전연(前燕)에서 사용한 건희(建熙 : 360년 ~ 370년), 전진(前秦)에서 사용한 감로(甘露 : 359년 ~ 364년), 건원(建元 : 365년 ~ 385년), 대(代)에서 사용한 건국(建國 : 338년 ~ 376년)이 있다.

## 개원
융화(隆和) 2년 2월 19일(363년 3월 20일)에 연호를 흥녕(興寧)으로 개원함.

## 연대대조표
| 흥녕                | 원년            | 2년        | 3년             |
| 서력                | 363년           | 364년      | 365년           |
| 육십간지 (六十干支) | 계해(癸亥)      | 갑자(甲子) | 을축(乙丑)      |
| 전량 (前凉)         | 승평(昇平) 7년  | 8년        | 9년             |
| 전연 (前燕)         | 건희(建熙) 4년  | 5년        | 6년             |
| 전진 (前秦)         | 감로(甘露) 5년  | 6년        | 건원(建元) 원년 |
| 대 (代)             | 건국(建國) 26년 | 27년       | 28년            |

## 삭일(1일)
| 흥녕 원년 (363년) | 1월             | 2월             | 3월             | 4월             | 5월             | 6월             | 7월             | 8월             | 윤8월           | 9월             | 10월            | 11월            | 12월            |
| ----------------- | --------------- | --------------- | --------------- | --------------- | --------------- | --------------- | --------------- | --------------- | --------------- | --------------- | --------------- | --------------- | --------------- |
| 삭일(음력)        | 정해일 (丁亥日) | 정사일 (丁巳日) | 병술일 (丙戌日) | 병진일 (丙辰日) | 을유일 (乙酉日) | 을묘일 (乙卯日) | 갑신일 (甲申日) | 갑인일 (甲寅日) | 계미일 (癸未日) | 계축일 (癸丑日) | 임오일 (壬午日) | 임자일 (壬子日) | 신사일 (辛巳日) |
| 율리우스력        | 363년 1월 31일  | 3월 2일         | 3월 31일        | 4월 30일        | 5월 29일        | 6월 28일        | 7월 27일        | 8월 26일        | 9월 24일        | 10월 24일       | 11월 22일       | 12월 22일       | 364년 1월 20일  |
| 흥녕 2년 (364년)  | 1월             | 2월             | 3월             | 4월             | 5월             | 6월             | 7월             | 8월             | 9월             | 10월            | 11월            | 12월            |                 |
| 삭일(음력)        | 신해일 (辛亥日) | 신사일 (辛巳日) | 경술일 (庚戌日) | 경진일 (庚辰日) | 기유일 (己酉日) | 기묘일 (己卯日) | 무신일 (戊申日) | 무인일 (戊寅日) | 정미일 (丁未日) | 정축일 (丁丑日) | 병오일 (丙午日) | 병자일 (丙子日) |                 |
| 율리우스력        | 364년 2월 19일  | 3월 20일        | 4월 18일        | 5월 18일        | 6월 16일        | 7월 16일        | 8월 14일        | 9월 13일        | 10월 12일       | 11월 11일       | 12월 10일       | 365년 1월 9일   |                 |
| 흥녕 3년 (365년)  | 1월             | 2월             | 3월             | 4월             | 5월             | 6월             | 7월             | 8월             | 9월             | 10월            | 11월            | 12월            |                 |
| 삭일(음력)        | 을사일 (乙巳日) | 을해일 (乙亥日) | 갑진일 (甲辰日) | 갑술일 (甲戌日) | 계묘일 (癸卯日) | 계유일 (癸酉日) | 계묘일 (癸卯日) | 임신일 (壬申日) | 임인일 (壬寅日) | 신미일 (辛未日) | 신축일 (辛丑日) | 경오일 (庚午日) |                 |
| 율리우스력        | 365년 2월 7일   | 3월 9일         | 4월 7일         | 5월 7일         | 6월 5일         | 7월 5일         | 8월 4일         | 9월 2일         | 10월 2일        | 10월 31일       | 11월 30일       | 12월 29일       |                 |

## 같이 보기
- 중국의 연호